# 인도-케냐 관계
인도-케냐 관계는 인도와 케냐 간의 양자 외교 관계이다.

## 역사
인도양 연안 국가로서 인도와 케냐 간의 무역 연결과 상업적 유대는 몇 세기 전으로 거슬러 올라간다. 케냐에는 우간다 철도를 건설하기 위해 영국에 의해 끌려온 노동자들의 후손인 인도인과 인도 출신 인물들이 다수 거주하고 있다. 인도가 독립하기 전에는 동남아프리카 인도인들의 복지가 인도 자유 투사들의 관심을 끌었다. 사로지니 나이두는 1924년 동아프리카 인도 의회의 몸바사 회의를 주재했으며 1934년 K. P. S. 메논의 진상 조사 임무를 맡았다. 인도가 독립한 후 1948년 나이로비에 영국령 동아프리카 위원회를 설립했다. 인도인과 케냐인 간의 인종 관계 악화를 고려하여 자와할랄 네루는 고위 외교관 아파 판트를 케냐 고등판무관으로 임명했다. 네루는 또한 조모 케냐타와 케냐 아프리카 민족동맹을 지지하며 케냐에 있는 인도인들에게 현지인과 동일시할 것을 요청했다. 케냐의 인종 관계 악화로 인해 인도와 영국으로 아시아인들이 이주하게 되었지만, 인도와 케냐 간의 경제 협력은 번성하여 남남 협력의 모범이 되었다. 1963년 케냐 독립 이후 나이로비에 인도 고등판무관이 설립되었다.
케냐와 인도는 유엔, 비동맹 운동, 영연방, 77 그룹 및 G15, 인도양 연안 지역 협력 협회와 같은 국제 포럼의 회원국이며, 종종 이러한 포럼에서 서로 협력한다.

## 같이 보기
- 인도의 대외 관계
- 케냐의 대외 관계